# Kimberly (Wisconsin)
Kimberly és una població dels Estats Units a l'estat de Wisconsin. Segons el cens del 2000 tenia 6.146 habitants.

## Demografia
Segons el cens del 2000, Kimberly tenia 6.146 habitants, 2.507 habitatges, i 1.677 famílies. La densitat de població era de 1.262,2 habitants per km².
Dels 2.507 habitatges en un 32,2% hi vivien nens de menys de 18 anys, en un 56,2% hi vivien parelles casades, en un 7,8% dones solteres, i en un 33,1% no eren unitats familiars. En el 28,2% dels habitatges hi vivien persones soles l'11,8% de les quals corresponia a persones de 65 anys o més que vivien soles. El nombre mitjà de persones vivint en cada habitatge era de 2,45 i el nombre mitjà de persones que vivien en cada família era de 3,04.
Per edats la població es repartia de la següent manera: un 25,8% tenia menys de 18 anys, un 7,5% entre 18 i 24, un 33% entre 25 i 44, un 18,7% de 45 a 60 i un 15% 65 anys o més.
L'edat mediana era de 35 anys. Per cada 100 dones de 18 o més anys hi havia 93,4 homes.
La renda mediana per habitatge era de 46.370 $ i la renda mediana per família de 54.692 $. Els homes tenien una renda mediana de 40.213 $ mentre que les dones 26.581 $. La renda per capita de la població era de 20.933 $. Aproximadament l'1,5% de les famílies i el 3,1% de la població estaven per davall del llindar de pobresa.

## Poblacions més properes
El següent diagrama mostra les poblacions més properes.